# ماریو انگلس
ماریو انگلس (انگلیسی: Mario Engels؛ زادهٔ ۲۲ اکتبر ۱۹۹۳) بازیکن فوتبال اهل آلمان است.
از باشگاه‌هایی که در آن بازی کرده‌است می‌توان به باشگاه فوتبال اف‌اس‌وی فرانکفورت اشاره کرد.